# Concerto pour violon de Tchaïkovski
Le Concerto pour violon en ré majeur, op. 35, de Tchaïkovski fut composé en mars et avril 1878.

## Plan de l'œuvre
1. Allegro moderato (ré majeur)
2. Canzonetta. Andante (sol mineur)
3. Finale. Allegro vivacissimo (ré majeur)

## Orchestration
| Instrumentation du Concerto pour violon                                                |
| Bois                                                                                   |
| 2 flûtes, 2 hautbois, 2 clarinettes (en la), 2 bassons                                 |
| Cuivres                                                                                |
| 4 cors (en fa), 2 trompettes (en ré), parfois 1 trombone                               |
| Percussions                                                                            |
| timbales                                                                               |
| Cordes                                                                                 |
| 1 violon soliste, premiers violons, seconds violons, altos, violoncelles, contrebasses |

## Composition et création

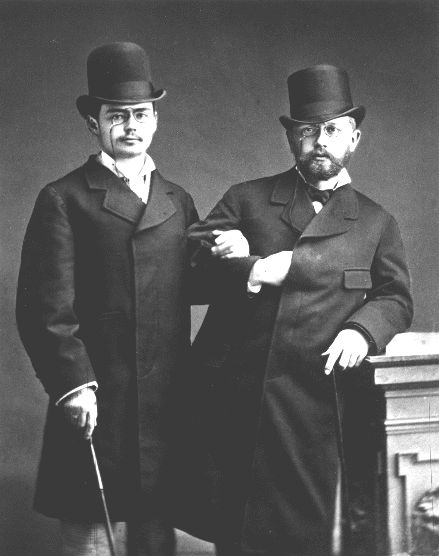
Iossif Kotek avec Tchaïkovski, 1877

La première représentation a eu lieu à Vienne, en Autriche, le 22 novembre / 4 décembre 1881, avec le violoniste Adolph Brodsky sous la direction de Hans Richter.
L'exécution du concerto dure approximativement 35 minutes et la partition est dédiée à Adolf Brodsky. Il était originellement écrit pour Leopold Auer, mais celui-ci refusa de le jouer en raison de sa difficulté ; ce dernier reviendra plus tard sur sa décision, mais en modifiant certains passages de la partie soliste. Bien qu'il ait écrit trois concertos pour le piano, Tchaïkovski n'en a écrit qu'un seul pour le violon.
Il existe une version arrangée pour violon et piano par Tchaïkovski, en mars 1878. Cette version a été créée à Clarens (canton de Vaud) chez la baronne von Meck, le 3 avril 1878 par Iossif Kotek au violon et le compositeur au piano. Il existe aussi une transcription pour piano et orchestre par Louis Sauter, et également une transcription pour piano seul de Henri Hun.

## Interprétations de l'œuvre
Quelques interprétations à retenir, qui ont été récompensées par la presse et les grands prix[réf. nécessaire] :
- Gidon Kremer avec l'Orchestre Philharmonique de Berlin dirigé par Lorin Maazel.
- Nathan Milstein avec le Philharmonique de Vienne dirigé par Claudio Abbado.
- David Oïstrakh avec l'Orchestre symphonique de la Radio et Télévision d'URSS, dirigé par Kirill Kondrachine.
- Maxime Venguerov avec l'Orchestre philharmonique de Berlin, dirigé par Claudio Abbado.
- Jascha Heifetz avec l'Orchestre symphonique de Chicago, dirigé par Fritz Reiner.
- Anne-Sophie Mutter avec l'Orchestre philharmonique de Vienne, dirigé par son mari, André Previn.
- Vadim Repin avec l'Orchestre symphonique de Londres, dirigé par Emmanuel Krivine.
- Viktoria Mullova avec l'Orchestre symphonique de Boston, dirigé par Seiji Ozawa.
- Julia Fischer avec l'Orchestre national de Russie dirigé par Yakov Kreizberg.
- Janine Jansen avec le Mahler Chamber Orchestra dirigé par Daniel Harding.
- Ray Chen avec l'Orchestre national de Belgique dirigé par Gilbert Varga.
- Marie Cantagrill avec le Budapest Concert Orchestra dirigé par Tàmàs Gal.
- Leila Josefowicz avec l'Academy of St Martin-in-the-Fields dirigé par Sir Neville Marriner.
- Itzhak Perlman avec l'Orchestre symphonique de Boston dirigé par Erich Leinsdorf.

## Postérité
Ce concerto pour violon est au cœur du film Le Concert, de Radu Mihaileanu (2009), ainsi que dans L'Enfant au violon, film chinois de Chen Kaige (2002).